# Олександрівка (Яловенський район)
Олександрівка (рум. Alexandrovca) — село в Яловенському районі Молдови. Утворює окрему комуну. Входить до складу комуни, адміністративним центром якої є село Гангура.